# Sonate K. 552
La sonate K. 552 (F.503/L.421) en ré mineur est une œuvre pour clavier du compositeur italien Domenico Scarlatti.

## Présentation
La sonate K. 552, en ré mineur, notée Allegretto, forme une paire avec la sonate suivante. Elle est animée par un seul motif
que Scarlatti utilise dans plusieurs registres. L'idée thématique récurrente est également entendue dans la deuxième section et à la fin de l'œuvre. L'ouverture présente une figure énoncée à la main gauche, immédiatement imitée par la droite,.

## Manuscrit
Le manuscrit principal est Parme XV 39 (Ms. A. G. 31420), copié en 1757. Des copies figurent à Münster I 87 (Sant Hs 3964), Vienne D 37 (VII 28011 D) et Cambridge, dans le manuscrit Fitzwilliam (1772), ms. 32 F 12 (no 30).

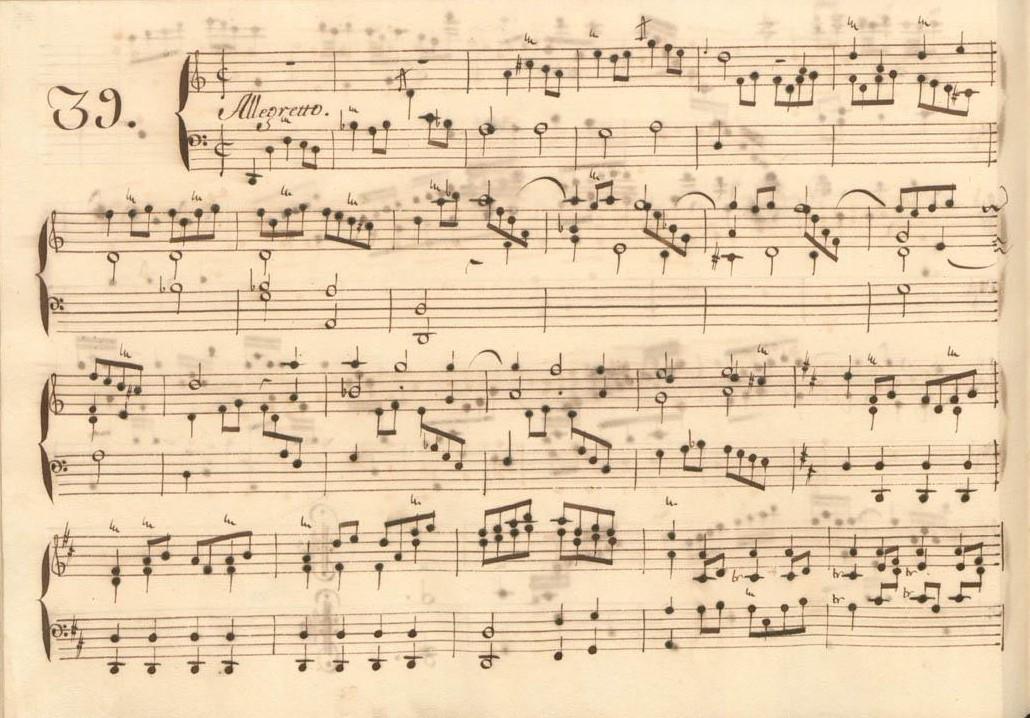
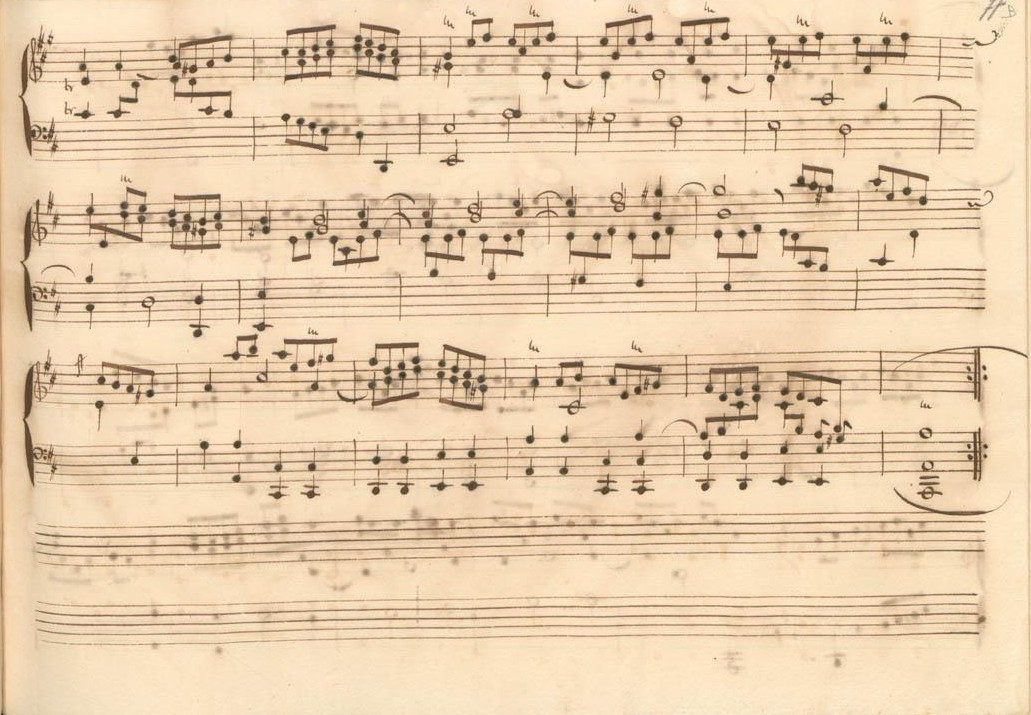
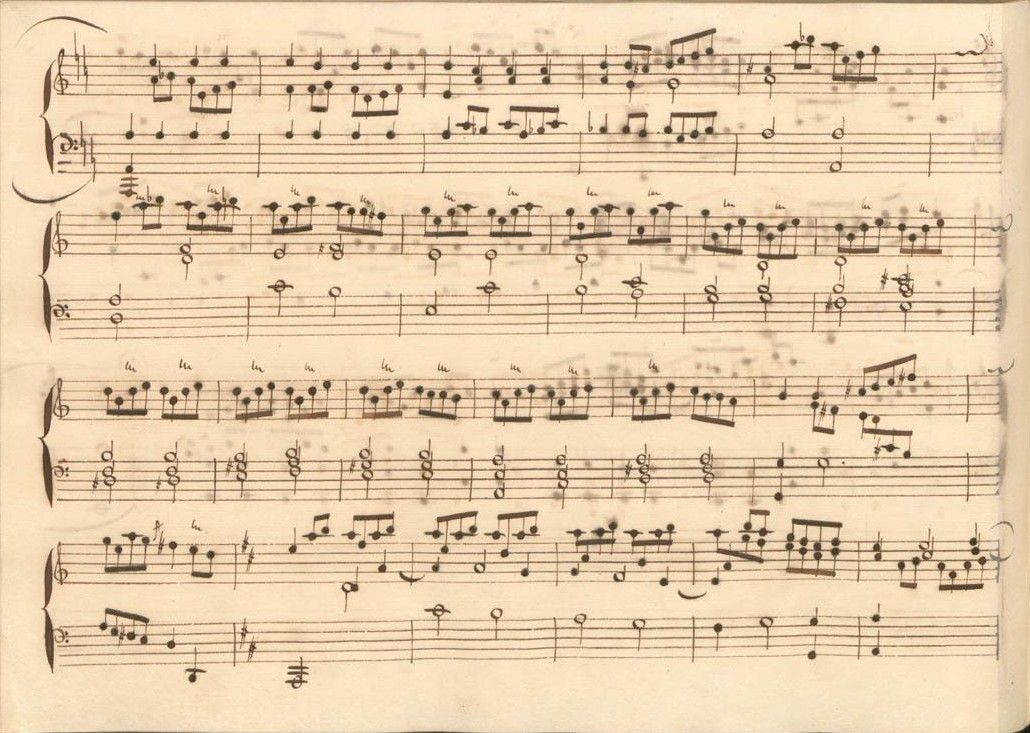
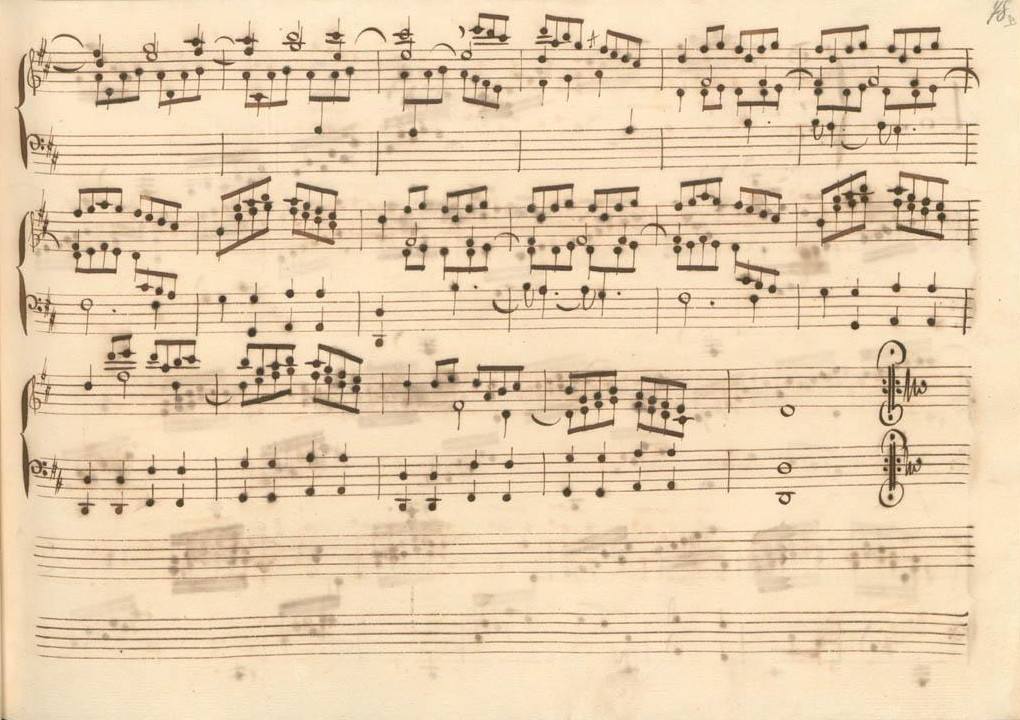

## Interprètes
La sonate K. 552 est enregistrée au piano notamment par Orion Weiss en 2013 (Naxos, vol. 15) ; au clavecin par Scott Ross (intégrale de 1985, Erato), Richard Lester (2003, Nimbus, vol. 7) et Pieter-Jan Belder (Brilliant Classics, vol. 12).

## Sources
: document utilisé comme source pour la rédaction de cet article.
- Ralph Kirkpatrick (trad. de l'anglais par Dennis Collins), Domenico Scarlatti, Paris, Lattès, coll. « Musique et Musiciens », 1982 (1re éd. 1953 (en)), 493 p. (ISBN 978-2-7096-0118-4, OCLC 954954205, BNF 34689181).
- Alain de Chambure, « Domenico Scarlatti : Intégrale des sonates — Scott Ross », Erato (2564-62092-2), 1985 (OCLC 891183737) .
- (en) Keith Anderson, « Sonates de Scarlatti vol. 15 », p. 2, Naxos (8.573222), 2013 .
- (es) Celestino Yáñez Navarro (thèse), Nuevas aportaciones para el estudio de las sonatas de Domenico Scarlatti. Los manuscritos del Archivo de Música de las Catedrales de Zaragoza, Université autonome de Barcelone, 2016 (lire en ligne)